# 伊利亚·博罗金
伊利亚·亚历山德罗维奇·博罗金（俄語：Илья Александрович Бородин，2003年2月14日—），俄罗斯男子游泳运动员，2020年欧洲锦标赛男子400米个人混合泳金牌得主、2021年世界短池锦标赛男子400米个人混合泳银牌得主、2024年世界短池锦标赛男子400米个人混合泳金牌得主。